# Ford Trimotor
Ford Trimotor ist die gemeinsame Bezeichnung für die dreimotorigen Passagierflugzeuge der Typen Ford 4-AT und Ford 5-AT, welche von der Stout Metal Airplane Company, einem Tochterunternehmen der Ford Motor Company, von 1926 bis 1933 produziert wurden.

## Geschichte

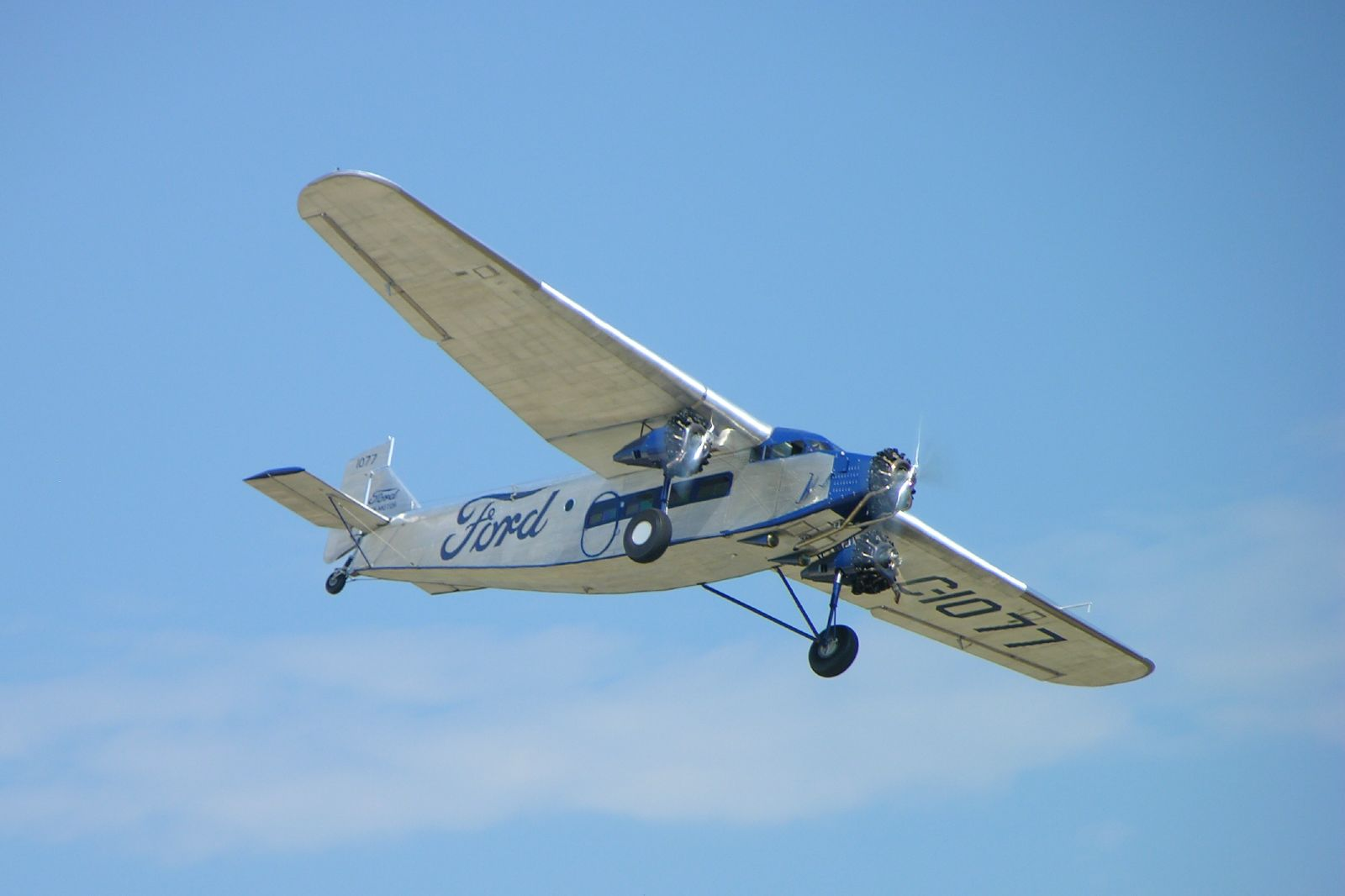
Eine Ford Trimotor der ersten Version 4-AT-A, die nur Platz für acht Passagiere bot

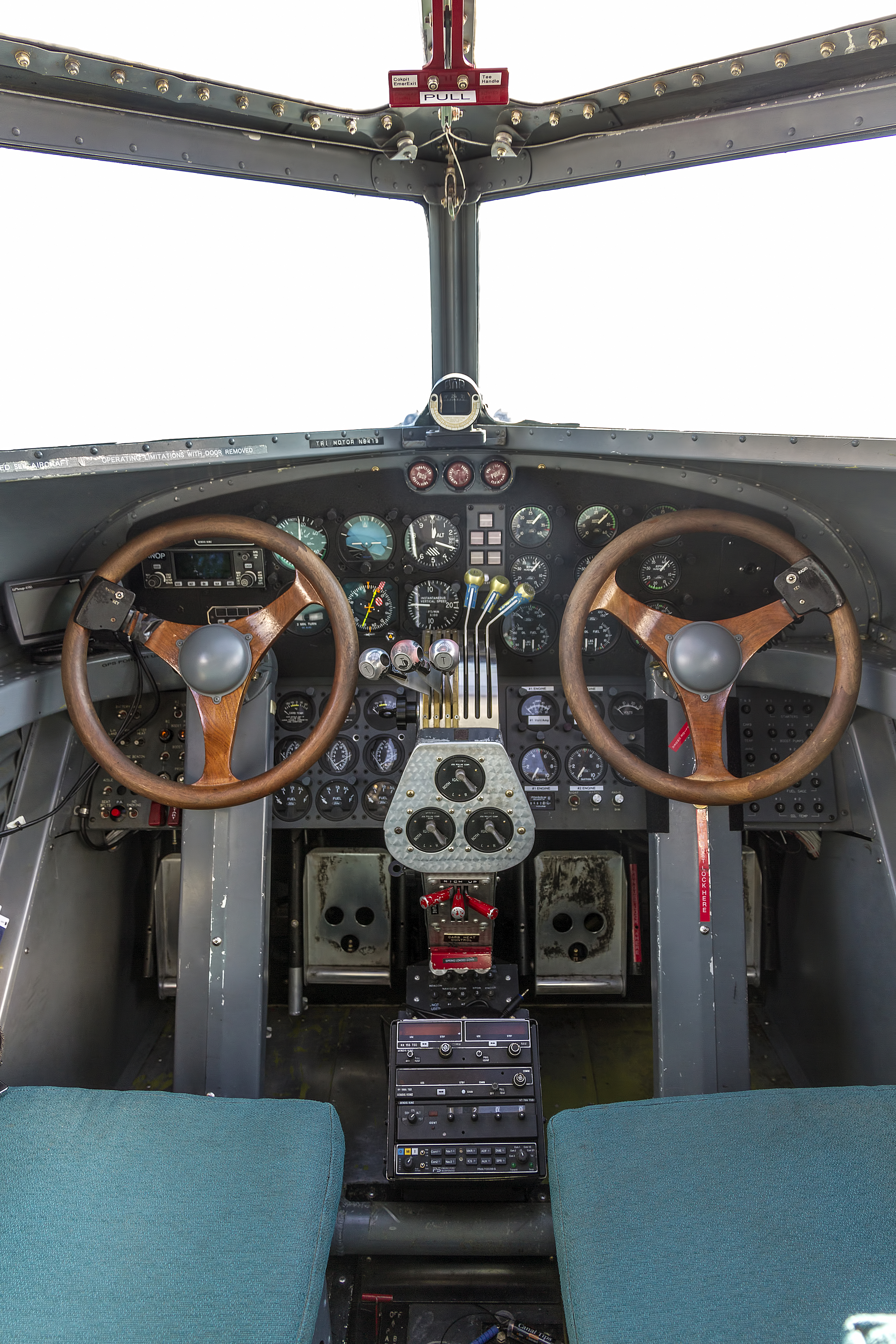
Cockpit

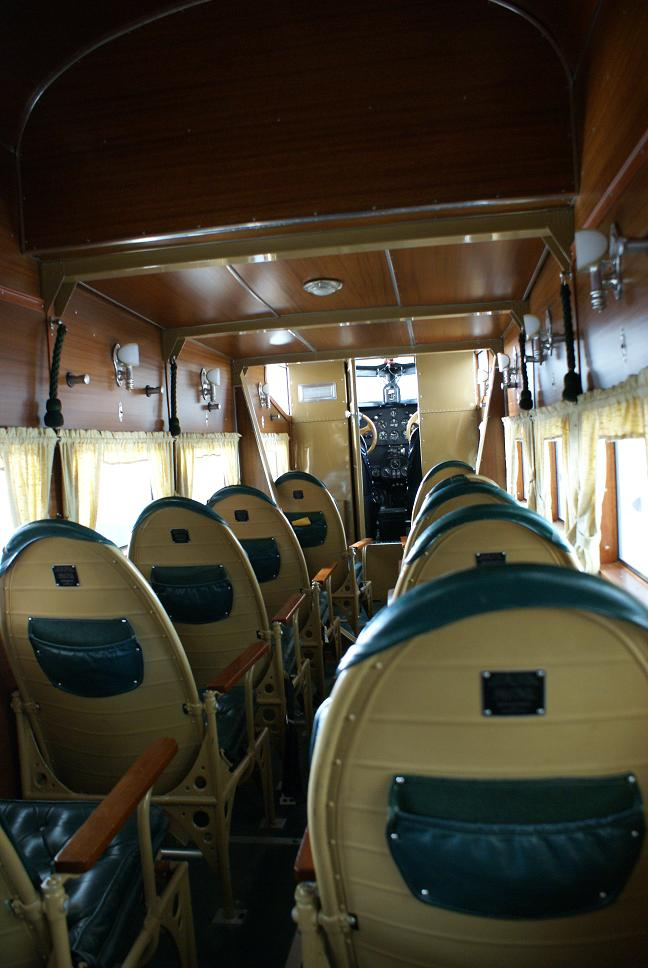
Kabine

Basis der Trimotor-Serie war die von William Bushnell Stout entwickelte und mit einem Liberty-Motor ausgestattete Stout 2-AT (Air Transport), von der elf Maschinen gefertigt wurden. Von der aus ihr abgeleiteten Stout 3-AT entstand nur ein Prototyp. Für diesen übernahm man das Konzept des freitragenden Schulterdeckers mit Metallbeplankung aus Wellblech. Die Maschine besaß drei unverkleidete Sternmotoren. Am 17. Januar 1926 zerstörte ein Brand die Produktionsstätten und den Prototyp, was zu einem Streit zwischen Henry Ford und William Stout führte, der daraufhin von Ford entlassen wurde.
Auf Basis der Stout 3-AT wurde im Februar 1926 mit der Entwicklung einer verbesserten Version begonnen, die mit drei 202 PS leistenden Wright-J-4-Whirlwind-Motoren ausgestattet war. Der als Ford 4-AT bezeichnete Prototyp, der für acht Passagiere ausgelegt war, absolvierte am 11. Juni 1926 seinen Erstflug (Testpilot: „Shorty“ Schroeder). Aus ihm ging die erste Serienversion hervor, die 4-AT-A, von der 14 Maschinen gefertigt wurden. Die erste 4-AT-A wurde am 2. August 1926 von der firmeneigenen Fluggesellschaft Ford Air Transport in Dienst gestellt und von ihr auf den CAM-Routen 6 und 7 von Detroit nach Chicago sowie Cleveland eingesetzt. Die nachfolgende 4-AT-B wies eine größere Flügelspannweite auf und war für zwei Piloten und zwölf Passagiere ausgelegt. Die Serienfertigung der Ford-4-AT-Baureihen endete im Jahr 1929 mit der Version 4-AT-E.
Von der verlängerten und für bis zu 17 Passagiere ausgelegten Nachfolgerin, der 5-AT, die ihren Erstflug Mitte 1928 absolvierte, wurden insgesamt 112 Maschinen verschiedener Varianten gebaut. Die 5-AT-Serie besaß eine auf 23,72 m vergrößerte Flügelspannweite, einen neu gestalteten, größeren Rumpf sowie leistungsstärkere Wasp-Motoren. In größeren Stückzahlen gefertigte Versionen waren die 5-AT-B (42 Maschinen) und 5-AT-C (48 Maschinen) mit einer Auslegung für 15 beziehungsweise 17 Passagiere. Die späteren Versionen unterschieden sich hauptsächlich in ihren Motoren voneinander. Die Serienfertigung der AT-5 endete im Jahr 1933.
Die erfolgreiche Flugzeugserie erhielt schnell den Spitznamen „Tin-Goose“ (Blechgans) oder (in Anlehnung an das Ford Modell T) „Tin Lizzie“ (Blech-Lizzie). Piloten berichteten von sehr gutmütigen Flugeigenschaften, sodass die Maschine im Notfall auch problemlos mit nur zwei Motoren fliegen konnte. Außerdem war sie robust, außerordentlich vielseitig und so langlebig, dass einige Exemplare noch heute fliegen. In den 1960er-Jahren wurde versucht, das Konzept der Trimotor in Form der Bushmaster 2000 wiederzubeleben, was jedoch erfolglos blieb.

## Versionen

### Ford 4-AT
Von der AT-4 wurden folgende Versionen gefertigt:
3-ATursprünglicher, noch als Stout 3-AT bezeichneter Prototyp, der am 17. Januar 1926 durch Feuer zerstört wurde.
4-ATPrototyp eines Passagierflugzeugs für acht Fluggäste, ausgerüstet mit drei 200 PS (149 kW) leistenden Neunzylinder-Sternmotoren des Typs Wright J-4; ein gebautes Flugzeug.
4-AT-Aerstes Serienmodell auf Basis der 4-AT; 14 gebaute Flugzeuge.
4-AT-BSerienversion mit einer von 20,97 m auf 22,53 m vergrößerten Flügelspannweite und Neunzylinder-Sternmotoren des verbesserten Typs Wright J-5 mit 220 PS (164 kW), ausgelegt für zwei Piloten und zwölf Passagiere; 35 gebaute Flugzeuge.
4-AT-Cbasierend auf der 4-AT-B, aber mit 400 PS (298 kW) leistenden Neunzylinder-Sternmotoren des Typs Pratt & Whitney R-1340 Wasp; eine gebaute Maschine.
4-AT-Dbasierend auf der 4-AT-B, aber mit Tragflächen, die von der AT-5 übernommen wurden, drei gebaute Flugzeuge, die zu Testzwecken jeweils unterschiedliche Motoren erhielten.
4-AT-Eletzte im Jahr 1929 gefertigte Serienversion basierend auf der 4-AT-B, jedoch mit Detailveränderungen und Motoren des Typs Wright J-6 Whirlwind, die 300 PS (220 kW) leisteten; 24 gebaute Flugzeuge.
4-AT-Fbasierend auf der 4-AT-E, jedoch mit Detailveränderungen; ein nachträglich im Jahr 1931 gebautes Flugzeug.
9-ATbasierend auf der 4-AT-B, allerdings mit Motoren des Typs Pratt & Whitney R-985 Wasp Junior, die 300 PS (224 kW) leisteten; ein umgebautes Flugzeug.
11-ATbasierend auf der 4-AT-E, aber auf 225 PS (165 kW) leistende Dieselmotoren des Typs Packard DR-980 300 PS (224 kW) umgerüstet; ein Flugzeug.
C-3das USAAC beschaffte im Februar 1928 unter der Bezeichnung XC-3 eine 4-AT-A zur Evaluation, die im Anschluss die Bezeichnung C-3 erhielt.
C-3AFord erhielt danach einen Auftrag über sieben weitere 4-AT-E, die 1929 als C-3A in Dienst gestellt wurden.
C-9ab Mitte 1929 verwendete militärische Bezeichnung für die sieben C-3A, nachdem sie stärkere Wright-R-975-1-Triebwerke erhalten hatten. Das letzte Exemplar wurde 1936 ausgemustert.
JR-1im März 1927 beschaffte die US Navy die vierte Serienmaschine der 4-AT-A und gab ihr die Bezeichnung XJR-1; später umbezeichnet in RR-1.
JR-2zwei 4-AT-E der US Navy, die 1929 der in Nicaragua stationierten US-Marine-Corps-Einheit VJ-6M zugeteilt wurden; die Bezeichnung wurde 1931 von JR-2 in RR-2 geändert.

### Ford 5-AT
5-AT-Abasierend auf der 4-AT-Baureihe, aber mit größerem und höherem Rumpf, auf 23,72 m verlängerter Spannweite und Wasp-Motoren, die 420 PS (313 kW) leisteten; drei gebaute Flugzeuge.
5-AT-BSerienversion, für bis zu 15 Passagiere ausgelegt, ausgerüstet mit leistungsgleichen Motoren der Typen Wasp C-1 oder alternativ Wasp SC-1; 42 gebaute Flugzeuge.
5-AT-CSerienversion, für bis zu 17 Passagiere ausgelegt, mit den baugleichen Motoren der 5-AT-B ausgerüstet; 48 gebaute Flugzeuge.
5-AT-Dbasierend auf der 5-AT-C, aber mit höherem Startgewicht und Wasp-SC-Motoren, deren Leistung 450 PS (336 kW) betrug; 24 gebaute Flugzeuge.
6-AT-Abasierend auf der 5-AT-C, aber mit Motoren des Typs J-6 Whirlwind; drei gefertigte Flugzeuge.
7-AT-Amodifizierte 6-AT-A, anstelle des J-6-Motors war am Bug ein 420 PS (313 kW) leistender Wasp-Motor montiert; ein umgebautes Flugzeug.
8-ATim Jahr 1931 vorgestellte Frachtmaschine auf Basis der 5-AT-C mit einem einzelnen 650 PS (478 kW) leistenden Hispano-Suiza-Motor an der Flugzeugnase; ein gebautes Flugzeug, das von Pacific Alaska Airways übernommen und von dieser auch mit Schwimmkufen betrieben wurde.
13-AUmrüstung einer 5-AT-D mit zwei J-6-Motoren und einem bugseitig montierten Sternmotor des Typs Wright Cyclone, der 575 PS (429 kW) leistete; ein modifiziertes Flugzeug.
C-4Mitte 1929 beschaffte das USAAC eine 5-AT-B zur Erprobung unter der Bezeichnung C-4. Als C-4A stellte die Army dann 1931 vier AT-5-D in Dienst. 1932 wurde die C-4 auf den C-4A-Standard gebracht. Eine C-4A erhielt R-1340-Triebwerke, was mit einer Bezeichnungsänderung auf C-4B verbunden war. Anfang 1934 wurden alle C-4A im Flugpostdienst eingesetzt, wobei eine zerstört wurde. Erst Mitte 1938 wurde die letzte Maschine ausgemustert.
JR-3/RRDas Bureau of Aeronautics der US Navy beschaffte 1930 drei 5-AT-C als JR-3. Eine wurde für Stabstransportzwecke eingesetzt, während die beiden anderen der Staffel VJ-6M zugewiesen wurden. 1931 erfolgte eine Umbezeichnung in RR-3. 1932 wurden zwei weitere 5-AT-D als RR-4 und RR-5 beschafft. Die RR-Varianten blieben bis Ende 1937 in Dienst.

## Technische Daten
| Kenngröße               | Daten der Ford 5-AT-C Trimotor                                         |
| ----------------------- | ---------------------------------------------------------------------- |
| Besatzung               | 2 Piloten, 1 Flugbegleiter                                             |
| Länge                   | 15,19 m                                                                |
| Spannweite              | 23,72 m                                                                |
| Höhe                    | 4,2 m                                                                  |
| Flügelfläche            | 77,57 m²                                                               |
| Flügelstreckung         | 7,3                                                                    |
| Leermasse               | 3405 kg                                                                |
| max. Startmasse         | 6129 kg                                                                |
| Tankgröße               | 1018 l, mit Zusatztanks 1344 l                                         |
| Zuladung                | 2724 kg                                                                |
| Antrieb                 | drei Neunzylinder-Sternmotoren Pratt & Whitney Wasp SC-1 mit je 420 PS |
| Höchstgeschwindigkeit   | 217 km/h                                                               |
| Reisegeschwindigkeit    | 185 km/h                                                               |
| Überziehgeschwindigkeit | 103 km/h                                                               |
| Steigrate               | 4,8 m/s                                                                |
| Dienstgipfelhöhe        | 5181 m                                                                 |
| normale Reichweite      | 820 km, mit Zusatztanks 1045 km                                        |